# Putschversuch in São Tomé und Príncipe 2022

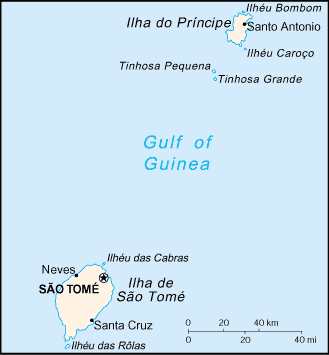
Karte der CIA (The World Factbook) von São Tomé und Príncipe

Der Putschversuch in São Tomé und Príncipe 2022 (portugiesisch Tentativa de golpe de Estado em São Tomé e Príncipe em 2022, en.: 2022 São Tomé and Príncipe coup d’état attempt) war ein Putschversuch, der Berichten zufolge in der Nacht vom 24. auf den 25. November 2022 in dem Inselstaat São Tomé und Príncipe stattgefunden hat.
In einer Pressekonferenz am 25. November verkündete der damalige Premierminister, Patrice Trovoada, dass das Hauptquartier der Streitkräfte des Landes von vier Männern angegriffen worden sei, darunter Delfim Neves, der Präsident der scheidenden Nationalversammlung, und einem Militäroffizier, der schon früher einen Putsch versucht hatte. Der Putschversuch wurde von der Regierung vereitelt und die angeblichen Täter wurden verhaftet.
Bei einer Schießerei wurden vier Menschen getötet, zwölf Soldaten waren beteiligt. Trovoada vermutete auch, dass Kämpfer der offiziell aufgelösten südafrikanischen Gruppe Buffalo Battalion beteiligt waren und dass einer ihrer Söldner, Arlecio Costa, der bei den Kämpfen getötet wurde, einer der Rädelsführer war.
Die Putschisten erklärten, sie hätten aufgrund der Armut im Land versucht, die Regierung zu stürzen.
In einem Interview mit dem Sender Deutsche Welle am 6. Dezember bezeichnete der scheidende Premierminister Jorge Bom Jesus den Putschversuch als „Erfindung“, welche die neue Regierung als Vorwand nutzen würde, um gegen Oppositionsparteien vorzugehen.